# Marine Corps Air Station Cherry Point
La Marine Corps Air Station Cherry Point ou MCAS Cherry Point (ICAO: KNKT, FAA LID: NKT) est un aérodrome du Corps des Marines des États-Unis situé à Havelock, en Caroline du Nord, dans la partie orientale de l'État. Il a été construit en 1941 et mis en service en 1942. Il abrite actuellement la 2nd Marine Aircraft Wing,,,.